# Borek (gromada w powiecie gostyńskim)
Borek (od 22 XI 1958 Borek Wielkopolski) – dawna gromada, czyli najmniejsza jednostka podziału terytorialnego Polskiej Rzeczypospolitej Ludowej w latach 1954–1972.
Gromady, z gromadzkimi radami narodowymi (GRN) jako organami władzy najniższego stopnia na wsi, funkcjonowały od reformy reorganizującej administrację wiejską przeprowadzonej jesienią 1954 do momentu ich zniesienia z dniem 1 stycznia 1973, tym samym wypierając organizację gminną w latach 1954–1972.
Gromadę Borek z siedzibą GRN w mieście Borku (nie wchodzącym w skład gromady; obecnie Borek Wielkopolski) utworzono – jako jedną z 8759 gromad na obszarze Polski – w powiecie gostyńskim w woj. poznańskim, na mocy uchwały nr 20/54 WRN w Poznaniu z dnia 5 października 1954. W skład jednostki weszły obszary dotychczasowych gromad Bruczków, Jeżewo (bez obszaru 325 ha, włączonego do nowo utworzonej gromady Koszkowo), Karolew, Siedmiorogów I, Skoków i Strumiany ze zniesionej gminy Borek w tymże powiecie. Dla gromady ustalono 21 członków gromadzkiej rady narodowej.
22 listopada 1958 zmieniono nazwę Borku na Borek Wielkopolski.
1 stycznia 1962 do gromady Borek Wielkopolski włączono obszary zniesionych gromad Koszkowo i Zimnowoda w tymże powiecie.
4 lipca 1968 do gromady Borek Wielkopolski włączono miejscowość Zalesie ze zniesionej gromady Szelejewo w tymże powiecie.
1 stycznia 1970 do gromady Borek Wielkopolski włączono 85,77 ha z miasta Borek Wielkopolski w tymże powiecie, natomiast 13,9 ha (część wsi Karolew) z gromady Borek Wielkopolski włączono do miasta Borek Wielkopolski.
Gromada przetrwała do końca 1972 roku, czyli do kolejnej reformy gminnej. 1 stycznia 1973 w powiecie gostyńskim reaktywowano gminę Borek Wielkopolski.